# Marujama Karina
Marujama Karina (丸山 桂里奈; Hepburn: Maruyama Karina) (Óta, 1983. március 26. –) japán válogatott labdarúgó.

## Klub
A labdarúgást a TEPCO Mareeze csapatában kezdte. 2005 és 2009 között a TEPCO Mareeze csapatában játszott. 86 bajnoki mérkőzésen lépett pályára és 44 gólt szerzett. 2010-ben az Egyesült Államokban játszott. Szeptemberben visszatért Japánba az JEF United Chiba csapatához. 2012-ben a Konomiya Speranza Osaka-Takatsuki csapatához szerződött. 96 bajnoki mérkőzésen lépett pályára és 13 gólt szerzett. 2016-ban vonult vissza.

## Nemzeti válogatott
A japán U20-as válogatott tagjaként részt vett a 2002-es U19-es világbajnokságon.
2002-ben debütált a japán válogatottban. A japán válogatott tagjaként részt vett a 2003-as, a 2011-es világbajnokságon, a 2004., a 2008. és a 2012. évi nyári olimpiai játékokon. A japán válogatottban 79 mérkőzést játszott.

## Statisztika
| Japán válogatott | Japán válogatott | Japán válogatott |
| Időszak          | Mérk.            | gól              |
| ---------------- | ---------------- | ---------------- |
| 2002             | 5                | 0                |
| 2003             | 12               | 6                |
| 2004             | 11               | 3                |
| 2005             | 3                | 0                |
| 2006             | 9                | 1                |
| 2007             | 1                | 0                |
| 2008             | 17               | 3                |
| 2009             | 2                | 0                |
| 2010             | 0                | 0                |
| 2011             | 8                | 1                |
| 2012             | 5                | 0                |
| 2013             | 4                | 0                |
| 2014             | 2                | 0                |
| Összesen         | 79               | 14               |

## Sikerei, díjai
Japán válogatott
- Olimpiai játékok:  Ezüst; 2012
- Világbajnokság:  Arany; 2011
- Ázsia-kupa:  Arany; 2014,  Bronz; 2008